# Záduší (Kosova Hora)
Záduší (německy Zadussi) je osada v katastrálním území Janov u Kosovy Hory obce Kosova Hora v okrese Příbram. Nachází se asi 3 km jihovýchodně od Sedlčan a asi 35 km jihovýchodně od Příbrami.
V Záduší je registrováno šest čísel popisných: 6, 8, 20, 25, 26 a 27, a jedno číslo evidenční. Západně od Záduší se nachází Sedlčanská retenční nádrž, přímo v Záduší se nachází soustava šesti rybníků na bezejmenném potoce: Benešův dolní rybník, Benešův horní rybník, Zádušní I, Zádušní II, Zádušní III a Beraník. Severozápadně od Záduší se u lesní cesty nachází kříž.